# Mistrzostwa Europy w Saneczkarstwie 2002
38. Mistrzostwa Europy w saneczkarstwie 2002 odbyły się w dniach 7–13 stycznia w niemieckim Altenbergu. Rozegrane zostały cztery konkurencje: jedynki kobiet, jedynki mężczyzn, dwójki mężczyzn oraz zawody drużynowe. W tabeli medalowej najlepsze były Niemcy.

## Wyniki

### Jedynki kobiet
| Medal | Zawodniczka          | Narodowość | Czas     | Strata |
| ----- | -------------------- | ---------- | -------- | ------ |
|       | Sylke Otto           | Niemcy     | 1:46,871 |        |
|       | Sylke Kraushaar      | Niemcy     | 1:47,630 | +0,759 |
|       | Barbara Niedernhuber | Niemcy     | 1:47,762 | +0,891 |
| 4.    | Anke Wischnewski     | Niemcy     | 1:47,967 | +1,096 |
| 5.    | Lilia Ludan          | Ukraina    | 1:48,409 | +1,538 |
| 6.    | Angelika Neuner      | Austria    | 1:48,471 | +1,600 |
| 7.    | Sonja Manzenreiter   | Austria    | 1:48,496 | +1,625 |
| 8.    | Gabi Bender          | Niemcy     | 1:48,657 | +1,786 |

### Jedynki mężczyzn
| Medal | Zawodnik          | Narodowość | Czas     | Strata |
| ----- | ----------------- | ---------- | -------- | ------ |
|       | Markus Prock      | Austria    | 1:49,610 |        |
|       | Denis Geppert     | Niemcy     | 1:49,720 | +0,110 |
|       | Armin Zöggeler    | Włochy     | 1:49,891 | +0,281 |
| 4.    | Georg Hackl       | Niemcy     | 1:49,932 | +0,322 |
| 5.    | Karsten Albert    | Niemcy     | 1:50,008 | +0,398 |
| 6.    | David Möller      | Niemcy     | 1:50,169 | +0,559 |
| 7.    | Rainer Margreiter | Austria    | 1:50,241 | +0,631 |
| 8.    | Wilfried Huber    | Włochy     | 1:50,318 | +0,708 |

### Dwójki mężczyzn
| Medal | Zawodnicy                                 | Narodowość | Czas     | Strata |
| ----- | ----------------------------------------- | ---------- | -------- | ------ |
|       | Patric Leitner/Alexander Resch            | Niemcy     | 1:25,338 |        |
|       | Tobias Schiegl/Markus Schiegl             | Austria    | 1:25,346 | +0,008 |
|       | Gerhard Plankensteiner/Oswald Haselrieder | Włochy     | 1:25,444 | +0,106 |
| 4.    | Steffen Skel/Steffen Wöller               | Niemcy     | 1:25,599 | +0,261 |
| 5.    | Christian Oberstolz/Patrick Gruber        | Włochy     | 1:25,626 | +0,288 |
| 6.    | Andreas Linger/Wolfgang Linger            | Austria    | 1:25,673 | +0,335 |
| 7.    | André Florschütz/Torsten Wustlich         | Niemcy     | 1:25,702 | +0,364 |
| 8.    | Kurt Brugger/Wilfried Huber               | Włochy     | 1:25,709 | +0,371 |

### Drużynowe
| Medal | Zawodnicy                                                  | Narodowość | Punkty | Strata |
| ----- | ---------------------------------------------------------- | ---------- | ------ | ------ |
|       | Georg Hackl/Sylke Kraushaar/Steffen Skel/Steffen Wöller    | Niemcy     |        |        |
|       | Denis Geppert/Sylke Otto/Patric Leitner/Alexander Resch    | Niemcy     |        |        |
|       | Markus Prock/Angelika Neuner/Tobias Schiegl/Markus Schiegl | Austria    |        |        |

## Klasyfikacja medalowa
| Miejsce | Państwo |   |   |   | Razem |
| ------- | ------- | - | - | - | ----- |
| 1.      | Niemcy  | 3 | 3 | 1 | 7     |
| 2.      | Austria | 1 | 1 | 1 | 3     |
| 3.      | Włochy  | 0 | 0 | 2 | 2     |